# 龙衢小片

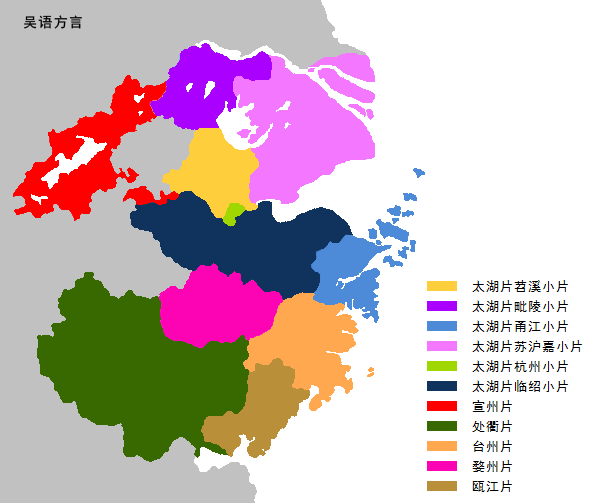
吳語分區

龙衢小片是吴语处衢片中受南宋官话影响最深的一个方言小片，位于仙霞岭北千里岗南金衢盆地西部，衢江（濲水）两岸。初版中国语言地图集首次提出处衢片龙衢小片的概念，后为中外学者沿用，如秋谷裕幸的《吴语处衢方言(西北片)古音构拟》。
范围
浙江省：
柯城区、衢江区、龙游县、江山市、常山县、开化县、遂昌县、松阳县、龙泉市、庆元县
江西省：
玉山县、广丰县
福建省：
浦城县